# Conopsis biserialis
Conopsis biserialis — вид змій родини полозових (Colubridae). Ендемік Мексики.

## Поширення і екологія
Conopsis biserialis широко поширені на Мексиканському нагір'ї, в штатах Гуанахуато, Керетаро, Ідальго, Халіско, Мехіко, Мічоакан, Морелос, Оахака і Пуебла. Вони живуть в широколистяних тропічних лісах, в соснових і дубових лісах, в гірських хмарних лісах та в сухих чагарникових заростях, трапляються на полях. Зустрічаються на висоті від 1500 до 3080 м над рівнем моря.